# Rhipidocephala signata
Rhipidocephala signata là một loài ruồi trong họ Asilidae. Rhipidocephala signata được Hermann miêu tả năm 1907. Loài này phân bố ở vùng nhiệt đới châu Phi.